# Lena Valaitis
Lena Valaitis (Memel, 7 september 1943 als Anelė Luise Valaitytė) is een Duitse schlagerzangeres. Haar muzikale doorbraak beleefde ze op het Eurovisiesongfestival van 1981 met het nummer Johnny Blue. 

## Biografie

### Afkomst en opvoeding
Valaitis kwam als klein kind naar West-Duitsland toen haar moeder tegen het einde van de Tweede Wereldoorlog met haar en haar broer uit de door luchtaanvallen verwoeste Oost-Pruisische stad Memel vluchtte. Haar vader was tijdens de oorlog gesneuveld.
Na twee jaar te hebben gewoond op het eiland Fehmarn, vestigde het gezin zich aanvankelijk in Memmingen. Lena Valaitis ging daar naar de basisschool en later naar het Litouws gymnasium in Hüttenfeld. Ze verliet de school echter twee jaar voor haar eindexamen en ging in de leer bij de Deutsche Bundespost in Frankfurt am Main. Lena nam privé zanglessen toen ze nog op school zat. Ze vervolgde deze in Frankfurt en nam deel aan verschillende talentenjachten.

### 1970-1980: Begin en eerste successen
Ze startte haar muzikale carrière met haar band Frederik Brothers. In 1970 kreeg ze een platencontract bij Philips en haar eerste single Halt das Glück für uns fest werd uitgebracht op 13 juli 1970. In hetzelfde jaar maakte Lena Valaitis haar eerste televisieoptreden in het ZDF-programma Die Drehscheibe. Haar eerste succes kwam in 1971 met de Duitse opname van het Nikkellied (Ob es so oder so, oder anders kommt). In de daaropvolgende jaren bracht ze succesvolle nummers uit met Jack White zoals So wie ein Regenbogen, Bonjour mon amour en Wer gibt mir den Himmel zurück.
In 1976 bereikte de zangeres voor het eerst de top 20 van de Duitse hitlijsten met de nummers Da kommt José der Straßenmusikant en Ein schöner Tag, de Duitse versie van Amazing Grace. In hetzelfde jaar nam ze deel aan de Duitse voorronde van het Eurovisiesongfestival met het lied Du machst Karriere. Ze leende ook haar stem aan de chansons in de succesvolle speelfilm Der Mädchenkrieg (1977).

### 1981-1993: Doorbraak en terugtrekking
Valaitis vierde haar muzikale doorbraak in 1981 toen ze inschreef voor Ein Lied für Dublin, de Duitse preselectie voor het Eurovisiesongfestival met het nummer Johnny Blue, gecomponeerd door Ralph Siegel. Ze won en moest de eer van haar land hoog houden nadat Katja Ebstein een jaar voordien het beste Duitse resultaat ooit behaalde, namelijk de 2de plaats.
Met het liedje Johnny Blue eindigde ze uiteindelijk als 2de achter de groep Bucks Fizz, die de 4de overwinning voor het Verenigd Koninkrijk binnen haalde. Valaitis nam in de jaren daarna nog een paar platen op, waaronder een duet met Costa Cordalis, maar daarna werd het wat rustiger voor haar.
In 1982 nam ze het slotlied van de animatiefilm Mrs Brisby and the Secret of NIMH (oorspronkelijk Flying Dreams, gezongen door Paul Williams) in het Duits op. Ze vertolkte het lied Mein Schweigen war nur Spiel in september 1986 in het laatste programma van Dalli Dalli.
In 1992 nam ze voor de derde keer deel aan de Duitse voorronde van het Eurovisiesongfestival met Wir seh'n uns wieder. Eind 1993 trok ze zich terug uit de showbusiness. In 2001 maakte ze een comeback.

### Sinds 2001: Comeback en einde carrière
In 2001 begon Valaitis aan een comeback met het nummer Ich lebe für den Augenblick. Vooral het duet Was kann ich denn dafür (2002) met Hansi Hinterseer was een groot succes. In de zomer van 2006 werd wederom met Hinterseer het duet Muss i denn zum Städtele hinaus opgenomen.
In het voorjaar van 2008 verscheen haar nieuwe single Du bist nicht allein, waarmee ze ook te horen was in verschillende tv-programma's. Na het overlijden van haar echtgenoot Horst Jüssen op 10 november 2008 werd een nieuw album niet uitgebracht zoals gepland. Pas op 9 mei 2009 keerde Lena Valaitis terug in de muziekwereld met een nieuwe versie van de hit Ein schöner Tag in het tv-programma Willkommen bei Carmen Nebel.
Het nieuwe album Liebe ist ... werd uitgebracht in februari 2010. Het bereikte nummer 74 in de Duitse albumlijst op 19 februari en nummer 90 op 26 februari. Het nummer Und ich rufe deinen Namen, dat ze opnieuw presenteerde in het programma Willkommen bei Carmen Nebel, bereikte eind februari nummer 1 in de Duitse conservatieve pop-airplaylijsten en nummer 85 in de conservatieve pop-jaarlijsten. Dit comebacknummer was geschreven door het schrijversduo Kay Dörfel en Ronald E. Müller, samen met Norbert Hammerschmidt.
Lena Valaitis beëindigde haar carrière in 2020. Haar laatste album Meine Sprache ist die Musik kwam uit in 2018 en ze maakte haar laatste grote optreden op ZDF-Fernsehgarten in september 2020.

## Privéleven
Lena's vader sneuvelde als soldaat in de Tweede Wereldoorlog. De moeder van Lena vluchtte kort na die oorlog met haar en haar broer uit de verwoeste stad Memel (nu: Klaipėda, Litouwen) en kwam naar Duitsland. Sinds 1979 is ze met een acteur getrouwd. Ze heeft twee kinderen.

## Discografie

### Singles
- 1970: Halt das Glück für uns fest
- 1970: Und das Leben wird weitergehen
- 1971: Ob es so oder so oder anders kommt
- 1971: Alles was dein Herz begehrt
- 1971: Die kleinen Sünden und die kleinen Freuden
- 1972: Und da steht es geschrieben
- 1972: Lächeln ist der Weisheit letzter Schluß
- 1973: So wie ein Regenbogen
- 1973: Die Welt wird nicht untergeh’n
- 1973: Ich freu’ mich so auf morgen
- 1974: Bonjour mon amour
- 1974: Wer gibt mir den Himmel zurück
- 1974: Ich möchte die Gitarre sein
- 1975: Was der Wind erzählt
- 1975: Immer die schönen Träume
- 1975: Im Regen kann man keine Tränen sehen
- 1976: Da kommt José, der Straßenmusikant
- 1976: Ein schöner Tag (Amazing Grace)
- 1976: Komm wieder, wenn du frei bist
- 1977: Heinz, lass doch die Pauke stehn
- 1977: … denn so ist Jo
- 1977: Cherie je t’aime
- 1978: Ich spreche alle Sprachen dieser Welt
- 1978: Oh Cavallo
- 1978: Ich bin verliebt
- 1979: Auf der Straße ohne Ziel
- 1979: Nimm es so wie es kommt
- 1980: Jamaika Reggae Man
- 1981: Johnny Blue
- 1981: Johnny Blue (Engelse versie)
- 1981: Jeder Mensch hat seinen Traum
- 1981: Rio Bravo
- 1981: Sag noch mal ich liebe dich (duet met Rex Gildo)
- 1982: Highland oh Highland (met de Duitse nationale voetbalploeg)
- 1982: Peru (met de Duitse nationale voetbalploeg)
- 1982: Gemeinsam mit Dir
- 1982: Gloria
- 1983: Worte wie Sterne
- 1984: Farewell
- 1984: So sind meine Träume
- 1984: Wenn der Regen auf uns fällt (duet met Costa Cordalis)
- 1985: Mein Schweigen war nur Spiel
- 1986: Männer sind ’ne verrückte Erfindung
- 1987: Ich liebe dich
- 1988: Hier stand einmal sein Klavier
- 1992: Wir sehn uns wieder
- 1993: Menschen mit Herz
- 2001: Ich lebe für den Augenblick
- 2002: Was kann ich denn dafür (duet met Hansi Hinterseer)
- 2002: Und wenn ich meine Augen schließ
- 2003: Still rinnt die Zeit
- 2004: Morgen soll die Hochzeit sein
- 2005: Komm lass uns tanzen (Arabische Nächte)
- 2006: Muss i denn zum Städtele hinaus (duet met Hansi Hinterseer)
- 2007: 100 Jahre Frühling
- 2008: Du bist nicht allein
- 2009: Ein schöner Tag
- 2009: Und ich rufe deinen Namen
- 2010: Ciao Casanova
- 2010: Gefühle die durchs Feuer gehn
- 2011: Leg nicht auf (Duett mit Roland Kaiser)
- 2011: Ich muss immer an dich denken
- 2012: Ein schöner Frühlingstag (Those Were the Days)
- 2012: Sommersonnenparadies
- 2013: Ich will alles (Drip Drop)
- 2013: Ich hab dir nie den Himmel versprochen
- 2014: Heute scheint mal die Sonne
- 2015: Alles was geschieht
- 2018: Frei

### Studioalbums
- 1972: Die Welt der Stars und Hits
- 1974: Wer gibt mir den Himmel zurück
- 1975: Da kommt Lena
- 1976: Komm wieder, wenn du frei bist
- 1977: … denn so ist Lena
- 1978: Ich bin verliebt
- 1979: Nimm es so, wie es kommt
- 1982: Lena
- 1989: Weihnachten mit Lena Valaitis
- 2010: Liebe ist …
- 2012: Ich will alles
- 2018: Meine Sprache ist die Musik

### Compilaties
- 1975: Star für Millionen
- 1976: Meinen Freunden
- 1976: Ein schöner Tag
- 1978: Stardiscothek
- 1981: Johnny Blue – Meine schönsten Lieder
- 1995: Ein schöner Tag
- 1995: Golden Stars
- 1995: Meine größten Erfolge
- 1996: Meisterstücke
- 1998: Ob es so oder so oder anders kommt
- 2001: The Very Best of Lena Valaitis
- 2002: Ich bin verliebt
- 2004: So oder anders
- 2005: Die schönsten Jahre
- 2008: Das Allerbeste
- 2008: Star Edition
- 2009: Ein schöner Tag – The Best of 2009
- 2013: So ein schöner Tag – Ihre Hits

## Onderscheidingen
- 1982: Goldene Stimmgabel